# جون إل. موراي
جون إل. موراي (بالإنجليزية: John L. Murray)‏ هو محامي وسياسي أمريكي، ولد في 25 يناير 1806 في بنسيلفانيا في الولايات المتحدة، وتوفي في 31 يناير 1842. حزبياً، نشط في الحزب الديمقراطي. وقد انتخب عضو مجلس النواب الأمريكي.